# 施振木
施振木（1968年—），台灣木雕藝術家，台北人，現居於台灣苗栗縣三義鄉。

## 簡介
施振木出生於台北，於復興美工雕塑組畢業，為學習木雕技藝隻身前往三義鄉，1987年起師承劉瑞榮先生學習木雕功夫，1992年正式成立個人工作室，所走的路線大抵多為動物，飛禽走獸之類，並以帶有招財象徵的木雕蟾蜍和紙箱系列聞名。被國立台灣工藝研究發展中心肯定，列定為工藝之家。

## 展演記錄
- 2001【苗栗木雕公益展】展覽
- 2003【中日韓木雕藝術交流展】展覽
- 2003【環境中的人心V.S人心中的環境三義現代木雕的二十一種表現】展覽
- 2004【施振木之禪與蟾 木雕個展】展覽
- 2005 【大洋洲國際木雕藝術交流展】展覽
- 2005 中正機場第一二期「文化藝廊」、「藝文展示櫥櫃」藝文展出
- 2006 台北101藝術風華展
- 2006 漂流木「藝術 創意 生活木雕展」木雕博物館會員聯展
- 2007 國立台灣工藝研究所台北展示中心「鬼斧神工」木雕工藝展
- 2007 桃園國際機場台灣之窗第七期展
- 2008 國際木雕藝術交流展

## 得獎記錄
- 1992 台灣區木雕藝術創作比賽佳作
- 1995 第50屆全省美術展入選〈田園之家〉
- 1996 台灣區木雕藝術創作比賽第二名〈田園一偶〉
- 1997 台灣區木雕藝術創作比賽第三名〈不懼〉
- 1998 台灣區木雕藝術創作比賽第二名〈窗口傳情〉
- 2002 第六屆玉龍木雕金質獎首獎〈鄉趣〉
- 2003 台中市第八屆大墩妹展工藝類第一名〈箱情〉
- 2003 第三屆國家工藝獎〈雕塑獎〉入選〈紙箱裡的愛〉
- 2004 第八屆玉龍木雕金質獎〈最佳創意獎〉優選〈和弦〉
- 2005 第十七屆全國美術展工藝類佳作〈紙箱中的記憶〉
- 2006 全國木雕藝術創作比賽生活創意類創意獎
- 2006 木雕藝術節「生活工藝-木雕達人創作賽」-木雕達人獎
- 2007 高熊獎暨第二十四屆高雄市美展造型工藝類優選〈樂活〉

## 資料來源
- 國立台灣工藝研究發展中心--施振木[永久]
- 台灣工藝生活美學概念館--施振木[永久]
- 施振木工作室[永久]